# Sigifredo Vargas
Sigifredo Vargas (Talara, Piura, Perú; 9 de septiembre de 1933) fue un futbolista peruano. Desempeñó como delantero derecho, en clubes del Perú, Colombia, Ecuador y Costa Rica.

## Trayectoria
Se inició en el Sport Boys Association, paso por Ciclista Lima y el Club Atlético Chalaco, para luego emigrar al futbol colombiano, pasar por el Ecuador y terminar su carrera en el futbol de Costa Rica.

## Clubes
| Club                            | País       | Temporada |
| ------------------------------- | ---------- | --------- |
| Sport Boys Association          | Perú       | 1952-1955 |
| Club Ciclista Lima              | Perú       | 1956      |
| Club Mariscal Sucre de Deportes | Perú       | 1957-1958 |
| Club Atlético Chalaco           | Perú       | 1959-1960 |
| Club Deportivo Cali             | Colombia   | 1961      |
| Once Caldas                     | Colombia   | 1962      |
| America de Cali                 | Colombia   | 1963-1964 |
| Sociedad Deportivo Quito        | Ecuador    | 1965      |
| Asociación Deportiva Ramonense  | Costa Rica | 1968-1970 |